# 紀元憲
紀元憲（1564年—1639年），字藎莪，南直隸池州府貴池縣人，明朝軍事人物。

## 生平
紀元憲是萬曆三十一年（1603年）的武舉人，次年（1604年）聯捷武進士，獲授汀漳守備，歷任中營游擊、廣東東山營參將、福建南路副總兵、廣東總兵都督僉事；四十七年（1619年）時征蠻將軍空缺，內閣閣臣召來兵科官員詢問剿滅袁八老之總兵官，得知是紀元憲後，閣臣回答：「袁八老肆虐多年無法剿滅，他能一鼓擒下，這功勞怎能不錄？」因此在天啟元年（1621年）以晉官南京後軍都督府僉書兼神機營提督福建、廣東，不久為掛印鎮守廣西總兵。閩廣兩地沿海，經常有海盜侵犯，人民總是受害，而前任鎮守武官大多膽小軟弱，賊人來臨望風而逃；賊人劫掠後則冒功領賞，他初任守備時駕馭部下嚴明，對戰身先士卒，剿撫不持成見，故任官數十年都在兩地。
當初元憲尚未習武，某天遇上異士對他說：「你鐵面冰牙，他日掌握兵權，但七九年後就應該急流勇退！」到崇禎二年（1629年）他六十六歲，想起這番說話，遂上奏辭官回鄉，獲賜銀建坊，封祖上三代如其官，至崇禎十二年（1639年）去世。當中兩位兒子紀一任、紀一讓都是諸生，另兩位兒子中，紀元奇中山東武舉以征白蓮教功陞任守備，紀元照則中三科武舉，官至後軍都督同知。

## 引用
1. 1 2  光緖《貴池縣志·卷二八·人物志》：紀元憲，字藎莪，萬厯二十二年【三十二年】武進士，授汀漳守備，升中營游擊，尋擢廣東東山營參將。既又升福建南路副總兵。未幾復升廣東總兵、都督僉事，晉神機營提督閩粵，兩省提封相錯並屬海邦，海氛不時犯境，居民咸被其累。先是鎮守武員率多葸懦，賊至則望風逃遁；飽而颺去則冒軍功以邀陞賞。元憲初任汀漳，馭下嚴明，每涖戎事身先士卒，勦撫不持成見，機宜默定而星流霆擊，旌麾所指皆能奏功，一時東南數千里倚為長城，朝廷喜無南顧之憂，故涖官數十年非閩則粵。四十七年征蠻將軍印缺，朝議各有所屬，閣臣特召兵科問曰：「昔年剿滅袁八老之總兵官何人也？」兵科以元憲對。閣臣曰：「袁八跳梁數載，屢剿不除，元憲一鼓而擒，此功可無錄耶？」即奏陞右府都督，掛征蠻將軍印；初元憲專制舉義，不為韜鈐之學，一日遇異人，謂曰：「子鐵面冰牙，他日兵權萬里，管城非爾事也。若建牙吹角，合在蠻疆瘴海之區。殆七九年即宜急流勇退。幸自愛！毋忽視吾言！」至崇禎二年，年六十有六，忽憶前言遂乞骸骨歸，章數上乃允，賜銀建坊，誥封三代如其官，馳傳回籍。家居值大江以北，流寇滿野，風鶴之警，時聞南岸，郡守深以為憂，時就其家商城守之策，參贊為多。崇禎十二年卒。子四：一任、一讓皆諸生；元奇貫山東籍中武科効力軍前，以征白蓮教功晉守備；元照三科武舉，雅好文墨，史可法巡撫安慶，以防江徵聘軍中，屢著勞績，官至後軍都督同知，著有《滄浪衣茹豹霧集》。 府志
2. ↑  光緖《貴池縣志·卷十八·選舉志》：明武進士……（萬曆）三十二年 紀元憲 鎮守閩廣，挂征蠻將軍印，右軍都督僉事，晉神機營提督，有傳……明武舉人……（萬曆）三十一年……紀元憲 見甲科
3. ↑  《明熹宗悊皇帝實錄·卷十一》：（天啟元年六月甲申）陞副總兵崔天錫署都督僉事南京前軍都督府僉書，提督小教塲都督僉事紀元憲以原官僉書南京後軍都督府兼提督神機營。
4. ↑  《明熹宗悊皇帝實錄·卷十七》：（天啟元年十二月庚寅）命都督許世臣鎮守薊永山海，蕭如薰掛印鎮守寧夏，白兆慶掛印鎮守延綏，魯欽鎮守保定，紀元憲掛印鎮守廣西，崔天賜鎮守廣東，劉國鏞陞署都督僉事鎮守陜西，各總兵。
5. ↑  光緖《重修安徽通志·卷二百三十·人物志·武功一》：紀元憲，貴池人，萬歷間以武進士歷官右軍都督僉事，賊袁八老跳梁數載，元憲擒之，敘功升右都督，以年老致仕歸。 《池州府志》
6. ↑  乾隆《池州府志·卷四十八·武勳》：紀元憲，字藎莪，貴池人，由武進士授汀、漳守備，升中營游擊，尋擢廣東東山營參將。既又升福建南路副總兵。未幾，复升廣東總兵都督僉事，晉神機營提督。……時東南數千里，倚為長城，朝廷喜無南顧之憂，故蒞官數十年，非閩即粵，未嚐一日他徙也。……崇正二年，年六十有六，遂求致仕。